# Вакуловский, Сергей Мстиславович
Серге́й Мстисла́вович Вакуло́вский (26 августа 1934 — 20 июня 2023) — советский и российский геофизик, эколог; специалист по радиоактивному загрязнению СССР и России. Доктор технических наук (2003). Заместитель директора по научной работе научно-производственного объединения «Тайфун».

## Биография
Сергей Вакуловский родился 26 августа 1934 года.
В 1958 году окончил радиотехнический факультет Московского авиационного института (МАИ) по специальности «Авиационная радиотехника».
В 2003 году защитил диссертацию на соискание учёной степени доктора технических наук на тему: «Радиоактивное загрязнение водных объектов на территории СССР и России в 1967—2000 гг.»
Заместитель директора по научной работе научно-производственного объединения «Тайфун».
Член учёного совета Всероссийского научно-исследовательского института сельскохозяйственной радиологии и агроэкологии (ВНИИСХРАЭ).
Скончался 20 июня 2023 года на 89-м году жизни.

## Участие в конференциях
- 2011 — председатель программного комитета научной конференции «50 лет Общегосударственной радиометрической службе» (Обнинск, 31 мая — 2 июня 2011 года)[3]

## Награды и звания
- Медаль «За особые заслуги перед Калужской областью» III степени (2010)[4]

### Монографии
- Израэль Ю. А., Вакуловский С. М. и др. Чернобыль: Радиоактивное загрязнение природных сред: Монография / Авт.: Ю. А. Израэль, С. М. Вакуловский, В. А. Ветров, В. Н. Петров, Ф. Я. Ровинский, Е. Д. Стукин; Рец.: д-р физ.-мат. наук, проф. И. М. Назаров (Институт прикладной геофизики имени академика Е. К. Фёдорова). — Л.: Гидрометеоиздат, 1990 (1991). — 296, [2] с. — 1500 экз. — ISBN 5-286-00799-6.

### Статьи
- Вакуловский С. М., Катрич И. Ю., Краснопевцев Ю. В., Никитин А. И., Тертышник Э. Г., Чумичев В. Б., Шкуро В. Н. О загрязнении Атлантического океана и его морей радиоактивными продуктами // Океанология. — Т. 21, вып. 2. — С. 257—265.
- Вакуловский С. М., Давыдов Е. Н., Лишевская М. О., Никитин А. И., Чумичев В. Б., Сиверин. Аппаратурно-методический комплекс для контроля за радиоактивным загрязнением морей и океанов // Труды института / Институт экспериментальной метеорологии. — 1982. — вып.6(107). — С. 47—58.
- Вакуловский С. М., Катрич И. Ю., Краснопевцев Ю. В., Никитин А. И., Чумичев В. Б. Радиоактивное загрязнение Балтийского моря в 1980 г. // Метеорология и гидрология. — 1983. — № 9. — С. 72—78.
- Вакуловский С. М., Никитин А. И. О проникновении радиоактивных промышленно-загрязненных вод Северного моря в центральные районы Балтийского моря // Атомная энергия. — 1984. — т.57. — вып.3. — С. 186—188.
- Вакуловский С. М., Лишевская М. О., Никитин А. И., Чумичев В. Б., Шкуро В. Н. Методика концентрирования радиоцезия из морской воды на волокнистых сорбентах // Труды института / Государственный океанографический институт. — 1985. — вып.174. — С.83—88.
- Вакуловский С. М., Никитин А. И., Чумичев В. Б. О загрязнении арктических морей радиоактивными отходами западноевропейских радиохимических заводов // Атомная энергия. — июнь 1985. — т.58. — вып.6. — С. 445—449.
- Вакуловский С. М., Никитин А. И., Чумичев В. Б. О воздействии поступления радиоактивных промышленно-загрязненных вод Северного моря на радиационную обстановку в Балтийском море // Атомная энергия. — февраль 1987. — т.62. — вып.2. — С. 104—108.
- Вакуловский С. М., Никитин А. И., Чумичев В. Б. Трансграничный перенос радиоактивных отходов западно-европейских радиохимических заводов в моря, омывающие территорию СССР // Технический прогресс в атомной промышленности. — Серия: Изотопы в СССР. — Вып.1(72). — КРБ-IV. — 1987. — С. 92—96.
- Вакуловский С. М., Никитин А. И., Чумичев В. Б. Загрязнение Белого моря радиоактивными отходами западноевропейских стран // Атомная энергия. — июль 1988. — т.65. — вып. 1. — С. 66—67.
- Nikitin A., Chumichev V., Vakulovsky S. Field studies of transport of Sellafield radioactive wastes to the Western Arctic Seas and Arctic Ocean // Environmental rasdioactivity in the Arctic and Antarctic. — Edited by Per Strand and Elis Holm. — Osteras, 1993. — P. 115—119.
- Vakulovsky S. M., Nikitin A. I., Chumichev V. B. Radioactive contamination of the seas washing the territory of Russia (1961—1996) // Marine pollution: Proceedings of a symposium held in Monaco, 5-9 October 1998. — IAEA-TECDOC-1094.-IAEA, July 1999. — P. 307—308.
- Nikitin A. I., Chumichev V. B., Vakulovsky S. M. Field investigations of radioactive contamination of sea water, which accompanied the dumping of low-level liquid radioactive wastes in some regions of the Barents Sea (1984—1990) // International Symposium on Marine Pollution: Extended synopsis. — Monaco, 5-9 October 1998. — IAEA-SM-354. — P. 247—248.
- Nikitin A. I., Chumichev V. B., Vakulovsky S. M. Results of field investigations of the sea water radioactive contamination during some operations on low-level liquid radioactive waste dumping into the Barents Sea in 1984—1990 // The 4-th International Conference on Environmental radioactivity in the Arctic: Extended Abstracts. — Edited by Per Strand and Torun Joelle. — Edinburgh, Scotland, 20-23 September, 1999. — P. 179—180.

### Интервью
- Сергей Вакуловский — Гидрометеослужба для атома, мирного, военного и разгневанного // AtomInfo.Ru. — 23 апреля 2009 года.
- Бокк Анна. Радиация в Москве есть, но она не представляет никакой опасности. Лекция: [Интервью с Сергеем Вакуловским] // Аргументы и факты. — 18 апреля 2011 года.